# 下土狩駅
下土狩駅（しもとがりえき）は、静岡県駿東郡長泉町下土狩にある、東海旅客鉄道（JR東海）御殿場線の駅である。駅番号はCB16。

## 概要
長泉町の南部にある駅。2002年（平成14年）に長泉なめり駅が開業するまで、長泉町唯一の鉄道駅であった。
駅の開業は、御殿場線が東海道本線の一部であった1898年（明治31年）6月である。当時の駅名は三島駅（みしまえき）であり、当駅まで延伸された豆相鉄道（伊豆箱根鉄道駿豆線の前身）との乗換駅として賑わった。1934年（昭和9年）10月に下土狩駅に改称され、1934年12月には熱海 - 沼津間の新線開業に伴って2代目三島駅が開業、駿豆線は下土狩駅乗り入れを止め2代目三島駅に起点を変更した。これ以降、当駅は御殿場線の一中間駅となっている。
御殿場線の途中駅の中で丹那トンネル開通以前に東海道本線の駅として開業した7駅の一つである。

## 歴史
1889年（明治21年）に御殿場線が東海道本線の一部として開通したとき、長泉村（長泉町の前身）に駅は設置されなかった。
その後、伊豆半島中部へ向かう豆相鉄道（伊豆箱根鉄道駿豆線の前身）の計画が立てられ、東海道本線と豆相鉄道線の分岐駅が長泉村に開設されることになった。そして1898年（明治31年）に、当駅の前身たる三島駅が開設された。
丹那トンネル開削により国府津 - 熱海 - 沼津間が全通し、国府津 - 御殿場 - 沼津間が御殿場線として分離されたのは1934年（昭和9年）である。熱海経由の新線開通に伴い同線に2代目となる三島駅が開業したため、当駅はその2か月前に、三島駅から下土狩駅に駅名を変更した。

### 年表
- 1898年（明治31年）6月15日：官設鉄道・豆相鉄道（後の伊豆箱根鉄道）の三島駅（みしまえき、初代）として開業[2]、旅客・貨物営業を開始[2]。官設鉄道（後の東海道本線）の佐野 - 沼津間に開設され[2]、豆相鉄道線（現在の伊豆箱根鉄道駿豆線）が三島町駅から延伸開業し接続[3]。
- 1907年（明治40年）7月19日：豆相鉄道の路線が伊豆鉄道に譲渡される[3]。この後、運営事業者は駿豆電気鉄道、次いで富士水電となり、1917年（大正6年）11月5日に駿豆鉄道となる。
- 1909年（明治42年）10月12日：線路名称制定、当駅を通る官設鉄道の路線を東海道本線と命名[4]。
- 1919年（大正8年）5月25日：三島 - 三島町間電化に伴い、駿豆鉄道の駅構内を電化。
- 1934年（昭和9年）
  - 10月1日：下土狩駅に改称[2]。
  - 12月1日：熱海 - 沼津間開通に伴い同区間に三島駅（2代目）が開業[2]、駿豆鉄道の起点も同駅に変更[2]。東海道本線国府津 - 下土狩 - 沼津間は御殿場線として分離[5]。
- 1943年（昭和18年）7月11日：御殿場線単線化。付近は1891年（明治24年）に複線化されていた。
- 1968年（昭和43年）7月1日：御殿場線御殿場 - 沼津間電化に伴い、構内を電化。
- 1982年（昭和57年）11月15日：車扱貨物の取扱いを廃止[2]。
  - 貨物営業を行っていた当時は、駅舎の南側に貨物ホームや日本飼料ターミナルのサイロが置かれていた。なお、永倉精麦が主に貨物を出荷していた。
- 1984年（昭和59年）2月1日：荷物の取扱いを停止、終了[2]。
- 1987年（昭和62年）4月1日：国鉄分割民営化に伴い、東海旅客鉄道（JR東海）の駅となる[2]。
- 2010年（平成22年）3月13日：ICカード「TOICA」の利用が可能となる[6]。
- 2013年（平成25年）3月23日：エレベーターの使用を開始[7]。
- 2017年（平成29年）2月12日：減築建替のうえ新駅舎を供用開始。

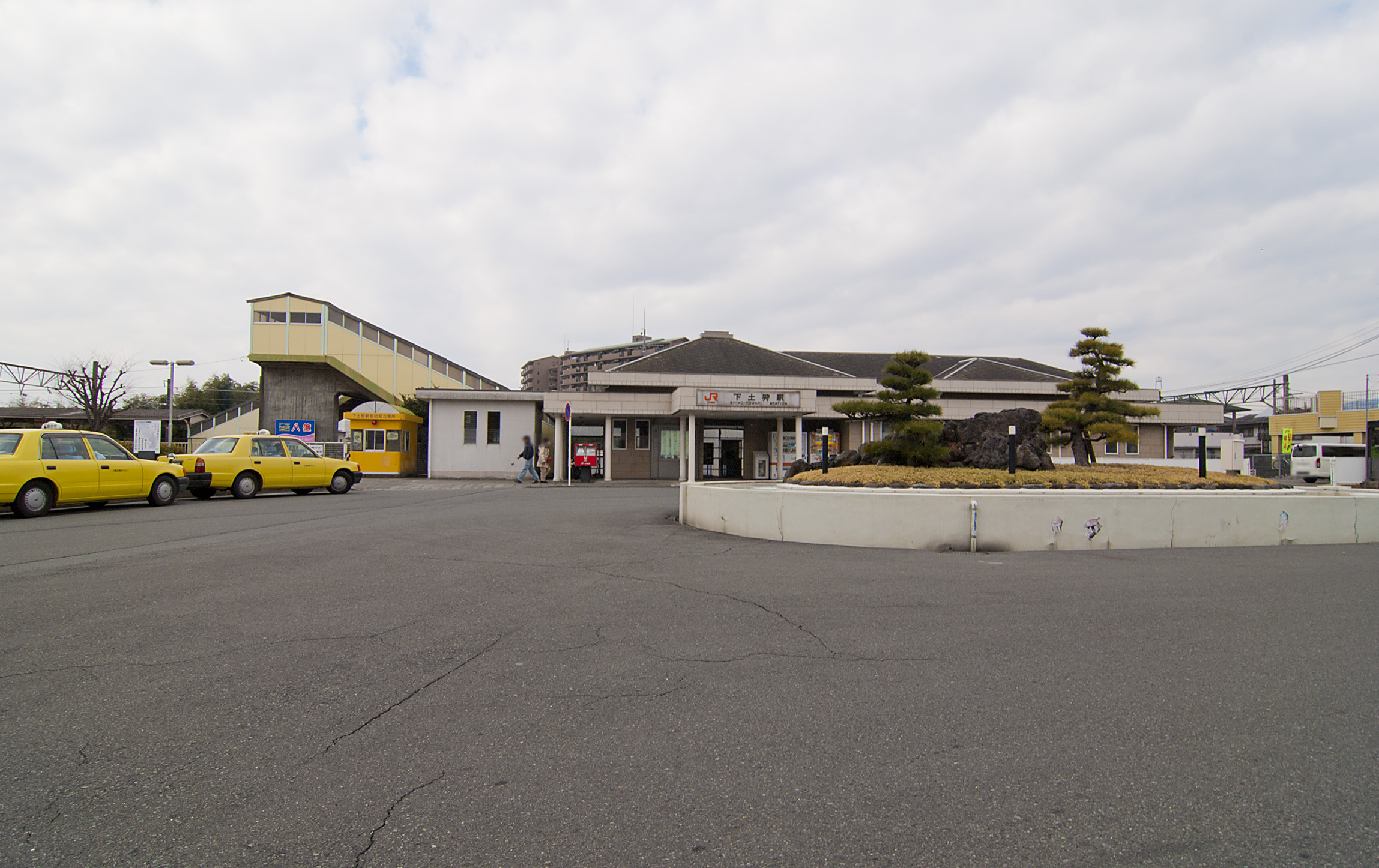
旧駅舎（2012年2月）

### 鉄道唱歌における下土狩駅
当駅が三島駅として開設されてまもない1900年（明治33年）5月に、大和田建樹によって作成発表された『鉄道唱歌』第1集東海道編では、以下のように豆相鉄道とともに三島を歌っている。「官幣大社」とは、豆相鉄道の三島町駅（現在の駿豆線三島田町駅）や2代目三島駅からほど近い三嶋大社のことである。
16.三島は近年ひらけたる 豆相線路のわかれみち 駅には此（この）地の名をえたる 官幣大社の宮居あり
さらに同年10月、『鉄道唱歌』に倣って早速発表された『豆相鉄道唱歌』でも、以下のようにこの駅を歌った。
1.雲井を凌ぐ白妙（しろたえ）の 富士と富士見の滝つ瀬を うしろに三島立出づる 豆相線路の汽車の旅

## 駅構造
島式ホーム1面2線を有する地上駅。南北に伸びるホームの東側が1番線、西側が2番線であり、沼津方面へ向かう下り列車は1番線を、御殿場方面へ向かう上り列車は2番線を使用する。1番線の東側には、ホームのない側線が数本ある。
駅舎は構内東側にあり、駅舎内部にはJR全線きっぷうりばが設置されている。駅舎とホーム間の移動用に、1番線を跨ぐ跨線橋が設置されている。
当駅は業務委託駅でありJR東海交通事業の係員が駅業務を行っているが、夜間は係員が配置されない無人駅となっている。また、管理駅である裾野駅が当駅を管理している。

### のりば
| 番線 | 路線        | 方向 | 行先               |
| ---- | ----------- | ---- | ------------------ |
| 1    | CB 御殿場線 | 下り | 沼津方面           |
| 2    | CB 御殿場線 | 上り | 御殿場・国府津方面 |

（出典：JR東海:駅構内図）

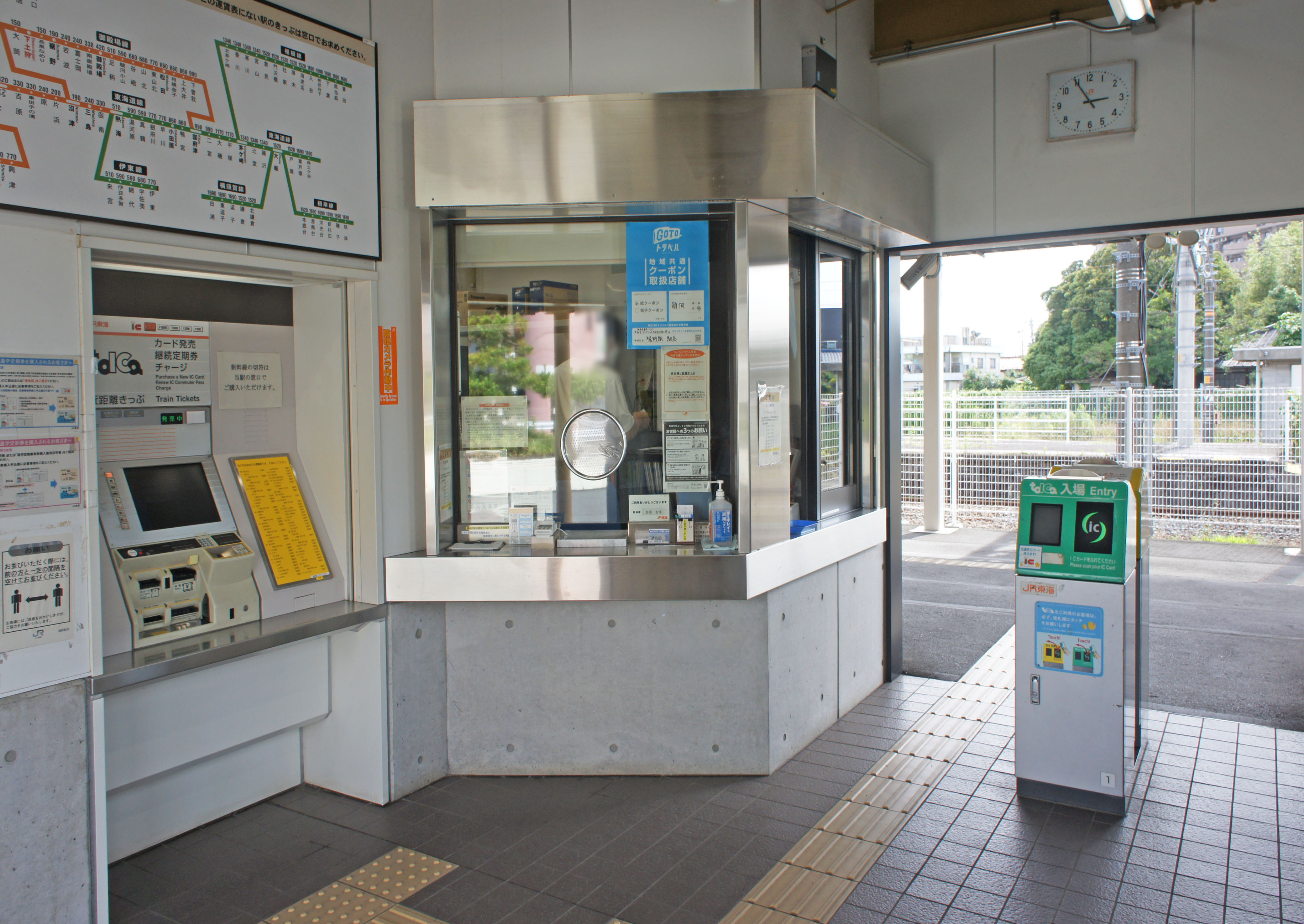
改札口（2022年6月）
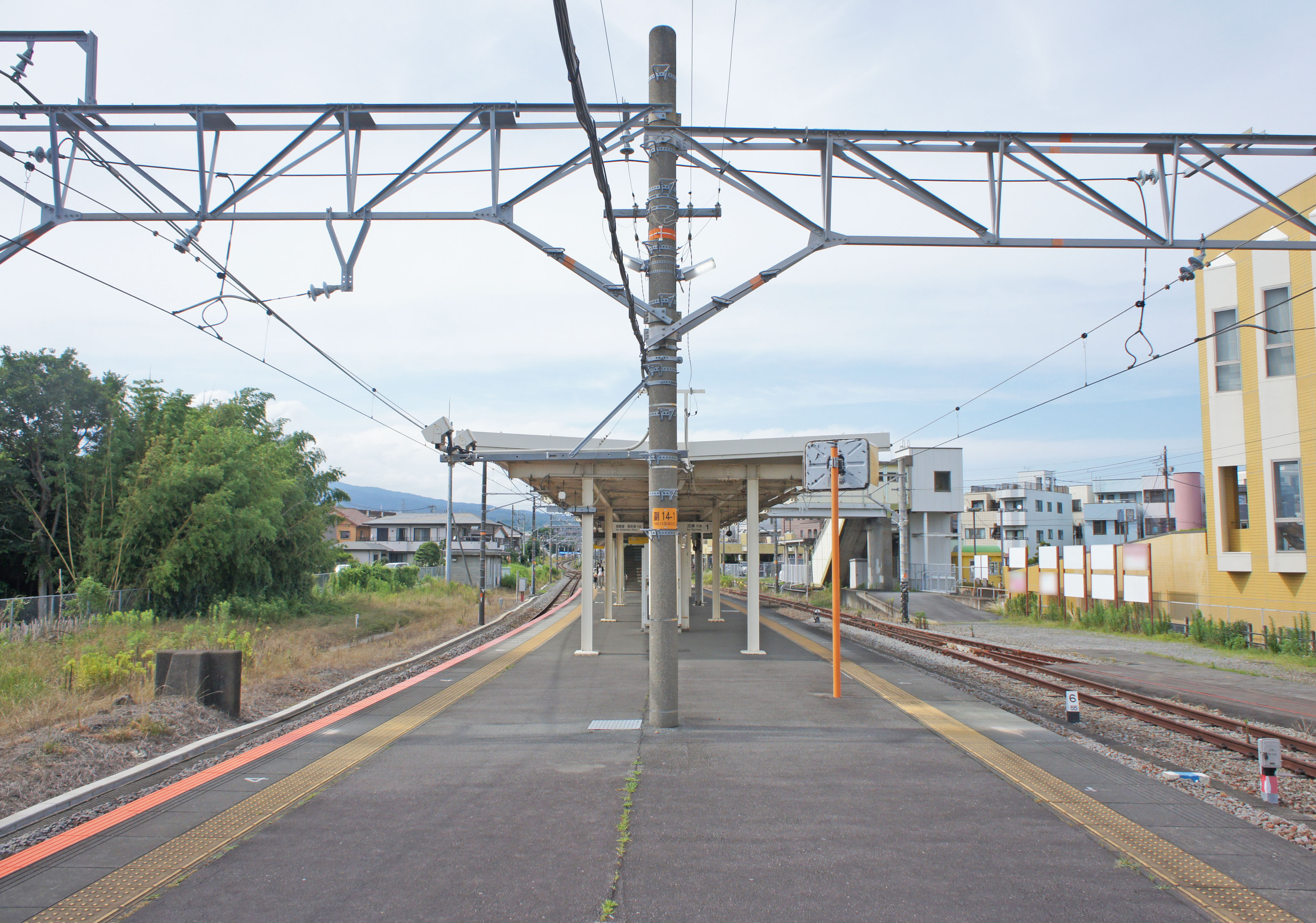
ホーム（2022年6月）

## 利用状況
「静岡県統計年鑑」によると、2021年度（令和3年度）の1日平均乗車人員は1,185人である。
1993年度（平成5年度）以降の推移は以下のとおりである。
| 乗車人員推移       | 乗車人員推移     | 乗車人員推移  |
| 年度               | 1日平均 乗車人員 | 出典          |
| ------------------ | ---------------- | ------------- |
| 1993年（平成05年） | 1,712            | [ 静岡県 2 ]  |
| 1994年（平成06年） | 1,642            | [ 静岡県 3 ]  |
| 1995年（平成07年） | 1,681            | [ 静岡県 4 ]  |
| 1996年（平成08年） | 1,686            | [ 静岡県 5 ]  |
| 1997年（平成09年） | 1,572            | [ 静岡県 6 ]  |
| 1998年（平成10年） | 1,530            | [ 静岡県 7 ]  |
| 1999年（平成11年） | 1,438            | [ 静岡県 8 ]  |
| 2000年（平成12年） | 1,458            | [ 静岡県 9 ]  |
| 2001年（平成13年） | 1,423            | [ 静岡県 10 ] |
| 2002年（平成14年） | 1,310            | [ 静岡県 11 ] |
| 2003年（平成15年） | 1,219            | [ 静岡県 12 ] |
| 2004年（平成16年） | 1,196            | [ 静岡県 13 ] |
| 2005年（平成17年） | 1,228            | [ 静岡県 14 ] |
| 2006年（平成18年） | 1,252            | [ 静岡県 15 ] |
| 2007年（平成19年） | 1,321            | [ 静岡県 16 ] |
| 2008年（平成20年） | 1,323            | [ 静岡県 17 ] |
| 2009年（平成21年） | 1,228            | [ 静岡県 18 ] |
| 2010年（平成22年） | 1,237            | [ 静岡県 19 ] |
| 2011年（平成23年） | 1,162            | [ 静岡県 20 ] |
| 2012年（平成24年） | 1,260            | [ 静岡県 21 ] |
| 2013年（平成25年） | 1,293            | [ 静岡県 22 ] |
| 2014年（平成26年） | 1,272            | [ 静岡県 23 ] |
| 2015年（平成27年） | 1,292            | [ 静岡県 24 ] |
| 2016年（平成28年） | 1,337            | [ 静岡県 25 ] |
| 2017年（平成29年） | 1,354            | [ 静岡県 26 ] |
| 2018年（平成30年） | 1,362            | [ 静岡県 27 ] |
| 2019年（令和元年） | 1,358            | [ 静岡県 28 ] |
| 2020年（令和02年） | 1,041            | [ 静岡県 1 ]  |
| 2021年（令和03年） | 1,185            | [ 静岡県 1 ]  |

## 駅周辺
当駅から南東方向に歩くと約25分で三島駅に行くことができる。
- コミュニティながいずみ（ホール、会議室、長泉町民図書館など）
- 長泉ショッピングセンター・ピュア(マックスバリュエクスプレス、100円ショップなど)
- 鮎壺の滝
- 下土狩郵便局
- JAふじ伊豆下土狩支店
- 静岡銀行下土狩支店
- 沼津工業高等専門学校

## バス路線
「下土狩駅」停留所にて、以下の路線バスが発着する。
- 富士急シティバス
  - がんセンター線：がんセンター
  - ベックマン・コールター線：ベックマン・コールター前
  - 駿河平線：駿河平
  - がんセンター線・ベックマン・コールター線・駿河平線：三島駅
- 伊豆箱根バス
  - 三69：三島駅
- 長泉町コミュニティバス（伊豆箱根バス・東海バス・富士急シティバス）
  - 南北線：天神山／静岡医療センター
  - 循環線：本宿・桜堤方面／長泉役場・下長窪方面（終点は南一色広場または長泉なめり駅）（長泉町内を8の字で循環する路線）

## その他
- 開業当時は旅館や商人宿などが並び、湯治客や行商人が行き交う伊豆の玄関口として栄えていた[10]。

## 隣の駅
東海旅客鉄道（JR東海）
CB 御殿場線
長泉なめり駅 (CB15) - 下土狩駅 (CB16) - 大岡駅 (CB17)

### 記事本文